# 冯子材
冯子材（1818年—1903年），又名冯子才，字南幹，号萃亭，清军将领，因累官至太子少保，又称冯宫保，谥勇毅。

## 生平
生于广东钦州（今属广西），4岁丧母，10岁丧父，和哥哥与奶奶相依为命，15岁时祖母去世后流落街头，跑過牛幫，后成为镖师。1848年于灵山县遭天地會分支三合会刘八部劫道，陷入重围因寡不敌众而被俘，入伙成为一名头目。1851年刘八率众投天地会首领凌十八，随后在后者领导下赴金田，想入太平军；惟太平军已从金田转移，凌十八部赶到时反被至当地进剿太平军的清军包围，大部被歼；冯子材乃少数突围成功的余部。突围后遇到名义上隶属三合会罗大纲麾下的天地会怡义堂堂主张嘉祥，转投后者，驻博白。张嘉祥看出天地会与太平天国均不能成事，便于当年转投清军，冯子材被说服，奉命向博白知县游长龄投降，被编入绿营，同年就成為江北大營名將、總兵官，随广西提督向荣力抗太平天國，於一破江南大營時防守建功，咸丰二年，冯子材改为隶属张國樑麾下，张國樑曾抚其背，称赞说：“子勇，余愧弗如。”张所取得的胜利多因冯的冲锋陷阵而来。
张在丹阳南门外落水溺死，冯子材收聚残军，統其众；再度建立江南大營。向荣死后转隶湘军，最初因出身绿营被认为不能战，只被分配防御之事；守镇江，但表现出众，六年内成功击退太平军百余次进攻。之后因功奉命至湘军大营出击太平军，曾一天之内接连陷太平军七十余垒，之后遂被委以重任。1864年收復常熟，領軍駐防揚州，平定太平天國。1862年2月15日（同治元年正月十七），由甘肃西宁镇总兵官升任廣西提督。1882年（光绪八年），乞病家居，以疾退休。1883年7月22日（光绪九年六月十九）病免。贵州代提督江忠义、丁忧副将萧荣芳先后于同治元年十二月至二年十二月代。
1884年法军进犯滇桂边境时，两广总督张之洞奏请起用冯子材，称冯“老成宿将，熟习边境军务，威望远播”。光绪十年十月，冯子材率部抵达广西龙州。1885年任廣西提督领导海外義勇兵團黑旗军在越南，广西一带於法军作战，馮部配備新式兵器，且帶領兩個兒子上陣戰鬥，“短衣草履，佩刀督队”，雖先於諒山戰役和同登戰役慘敗，但最終取得镇南关戰役勝利，连克越南文渊、谅山；后到海南島撫黎，以開山為先，发动黎族青壮年开山修路，設義學館。1887年（光緒十三年）在海南島中部五指山馮還書寫“手壁南荒”巨形山壁古刻；后任过云南、贵州提督，累官至太子少保，86岁卒于军旅，朝廷谥曰勇毅。
冯子材逝後葬於欽州，朝廷诏予于钦州城东南隅（今市粮食局周围）建“冯勇毅公专祠”纪念，称“宫保祠”。冯子材故居目前为爱国主义教育基地。著有《军牍集要》。

## 延伸阅读
[在维基数据编辑]
 《清史稿·卷459》，出自趙爾巽《清史稿》
 在维基共享资源阅览影像